# Adolf Promber
Adolf Promber (* 17. April 1843 in Ungarisch Hradisch; † 3. Februar 1899 in Brünn) war ein österreichischer Jurist und Politiker. Er war Abgeordneter im Reichsrat und im mährischen Landtag.

## Leben
Als Sohn eines jüdischen Steuereinnehmers geboren, studierte Promber nach dem Besuch des Obergymnasiums in Kremsier von 1860 bis 1864 Rechtswissenschaften an der Universität Wien, wo er 1867 zum Dr. iur. promoviert wurde. Während seines Studiums wurde er 1861 Mitglied der Burschenschaft Silesia Wien. 1871 wurde er Notar in Frankstadt, 1872 Advokat in Brünn. Seit 1867 engagierte er sich für die Deutschliberale Partei in Mähren und wurde ab 1873 mehrfach in den Reichsrat gewählt, wo er dem Deutschen Fortschrittsklub, später der Vereinigten Linken und von 1897 an der Mauthnergruppe (Vereinigte Deutsche Vereinigung) angehörte. Ab 1877 gehörte er dem Mährischen Landtag als Abgeordneter an. 1896 bis 1899 war er Stellvertretender Landeshauptmann. Er war Mitglied der Mährischen Advokatenkammer und Präsident der mährisch-schlesischen wechselseitigen Versicherungsanstalt.

## Ehrungen
- 1889: Orden der Eisernen Krone, Ritter 3. Klasse
- 1897: Ehrenbürger von Hof
- Franz-Josephs-Orden, Komturkreuz mit Stern

## Veröffentlichungen
- Anton Alexander Graf Auersperg. Sein Leben und Wirken aus Anlass seines 70 ja¨hrigen Geburtstages am 11. April 1876 dem Volke geschildert. Linz 1876.
- Stefan Fadinger, der Bauernführer. Linz 1876.
- Des großen Kaiser Josefs II Leben und Wirken. Prag 1880.